# Martello d'arme
Il martello d'arme, anche martello da guerra (o martello da battaglia), è un'antica arma bianca di tipo contundente.
Fu utilizzato dalla fanteria e, in misura minore, dalla cavalleria, permettendole di spaccare gli elmi degli avversari appiedati durante le cariche. Nel corso del tempo ha dato origine al mazzapicchio e al martello di Lucerna.

## Storia
Di origine medievale, raggiunse il suo pieno sviluppo soltanto alla fine del XV secolo. Soprattutto grazie a fonti iconografiche, sappiamo che, in Europa Occidentale, il martello d'armi era ancora in uso alle forze di cavalleria pesante nella seconda metà del XVI secolo:
- Cavalieri armati di martello d'armi figurano in un'incisione del 1588 raffigurante la Battaglia di Dreux (1562), il primo scontro delle Guerre di religione francesi;
- Nel suo ritratto del 1578, opera del maestro fiammingo Lucas Cranach il Giovane, Maurizio I, Elettore di Sassonia si fece raffigurare armata di Kriegshammer invece che della più consueta "verga del comando" solitamente utilizzata come insegna di potere dei condottieri militari.

Con l'aprirsi del XVII secolo ed il definitivo affermarsi delle armi da fuoco portatili (pistola a ruota e petrinale) come armi distintive della nuova cavalleria pesante (Corazzieri e Reiter) il martello d'armi sparì dai campi di battaglia occidentali. In Europa Orientale, il martello d'armi restò invece in uso alle forze di cavalleria fino al XVIII secolo. Cadde definitivamente in disuso, tanto quanto la scure d'arcione e la mazza d'arme, a partire dalle Guerre napoleoniche, quando divenne imperante il modello del cavaliere armato unicamente di sciabola e pistola.

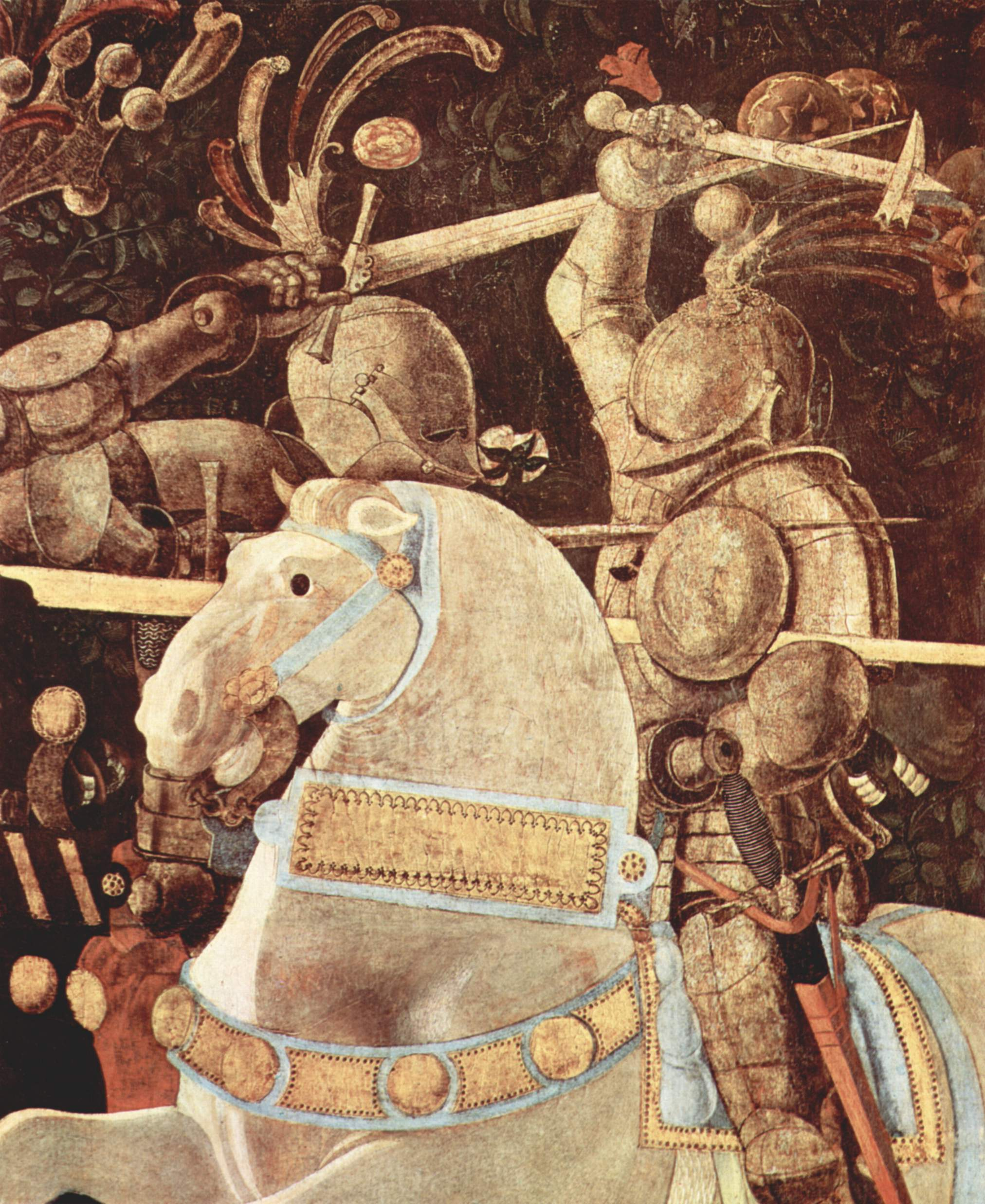
Cavaliere armato di martello d'armi - particolare da Niccolò da Tolentino alla testa dei fiorentini Paolo Uccello.
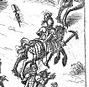
Cavaliere armato di martello d'armi - particolare da la Battaglia di Dreux (1562), incisione del 1588.
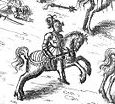
Cavaliere armato di martello d'armi - particolare da la Battaglia di Dreux (1562), incisione del 1588.
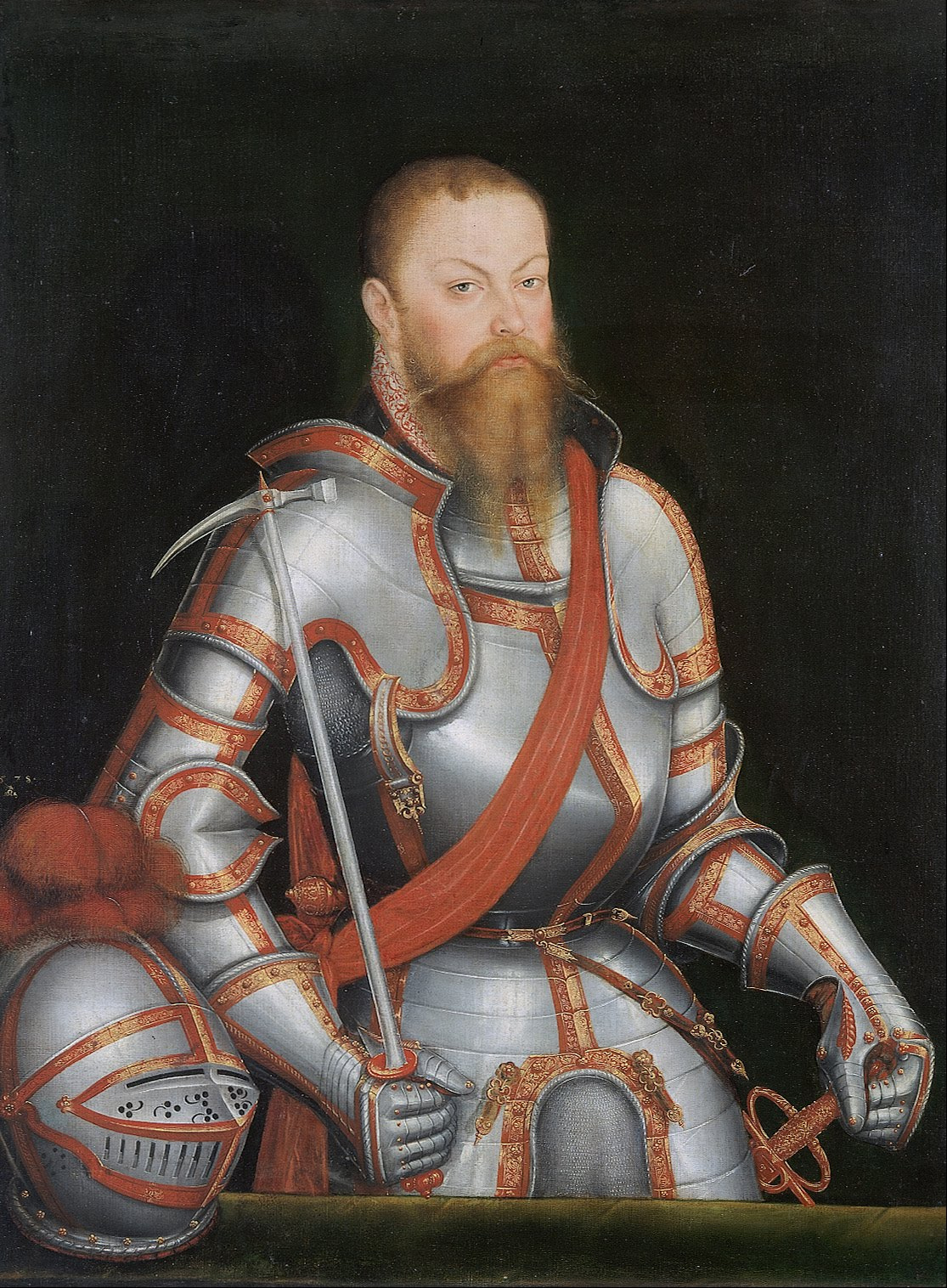
Maurizio I, Elettore di Sassonia - Lucas Cranach il Giovane (1578).
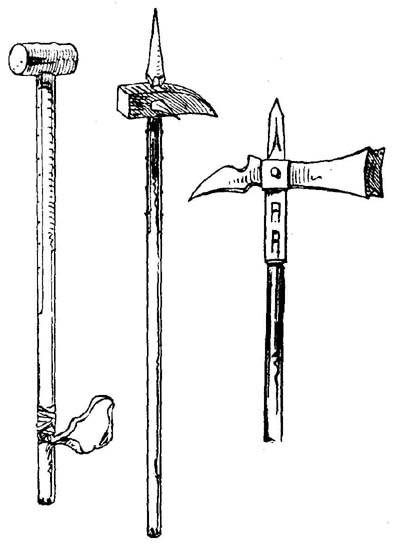
Martelli d'arme di varie fogge della Boemia - Schizzi di Wendelin Boeheim (1890)[1].

## Descrizione

### Caratteristiche
Al culmine della sua evoluzione (XV secolo), l'arma aveva manico lungo e rinforzato, spesso interamente in metallo come la mazza d'arme. Il polo superiore di un martello da un lato aveva la "penna" a becco di corvo dall'altro lato c'era la testa, che poteva essere munita di piccole estensioni appuntite al fine di incrementare la pressione che il colpo esercitava sul bersaglio. Il martello era spesso sormontato da una cuspide, talvolta chiamata brocco, usata come ago per forare le cotte di maglia o colpire le fessure dei cavalieri in completa armatura.
Era composto da:
- astile in legno rinforzato da stanghe di metallo con impugnatura ad una mano. Nei modelli tardi, l'astile poteva essere interamente in metallo, più sottile rispetto a quello ligneo, con guardia e pomolo a disco per meglio assicurare la presa sull'impugnatura all'utente calzante un guanto d'arme;
- testa di martello con una penna metallica posteriore, a volte a sezione quadrangolare a volte a "becco di corvo". La sommità della testa poteva essere sormontata da una cuspide a sezione quadrangolare o tonda.

### Costruzione
Rispetto alla mazza ed alla scure d'arcione, il martello d'armi originò diverse varianti che, ad oggi, rendono piuttosto difficile discriminarne la forma archetipica. L'arma presenta infatti enormi similitudini con il picco d'armi, solo in alcune sue varianti regionali ben distinguibile dal martello d'armi (es. il nazdiak polacco), spesso chiamato martello d'armi a becco di corvo. Elemento discriminante è la forma della testa di martello. Arma atta a ferire per ammaccatura, il martello d'armi propriamente detto aveva spesso testa dentata e massiccia. Le forme ibride (es. czekan polacco), simili al picco d'armi, presentano invece una testa di martello ridotta ad un mero contrappeso per la lunga "penna" metallica che si protende sull'altro lato della testa, destinata a bucare la corazza o l'elmo dell'avversario. Altre armi, vere e proprie vie di mezzo tra il martello ed il picco, presentano testa di martello lunga e curva che pare proseguire la curvatura del becco posteriore.
Ulteriore confusione deriva dalla presenza di teste di martello in alcune tipologie di arma inastata sviluppatesi in Europa nel medesimo periodo. Il mazzapicchio in uso alle forze di fanteria costituisce, sia nella foggia che nella modalità d'uso, una variante più lunga del martello d'armi. La bardola, variante dell'alabarda in cui la penna metallica posteriore viene sostituita da una testa di martello, rammenta invece una sorta di ibrido tra la scure d'arcione ed il martello d'armi montato su di un lungo manico.